# Kirche von Väskinde

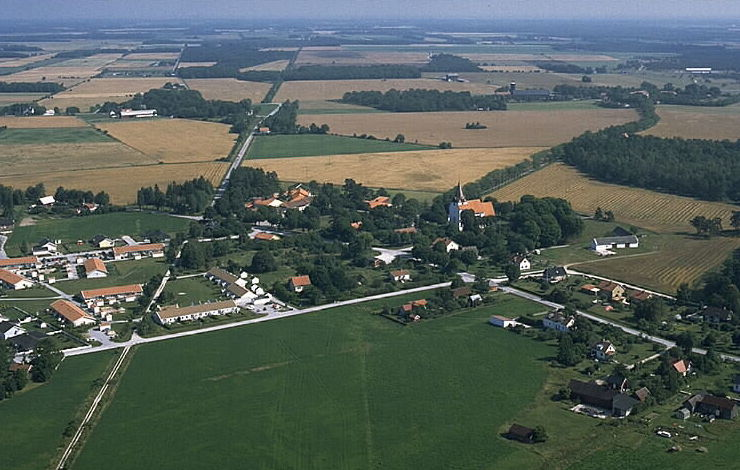
Väskinde

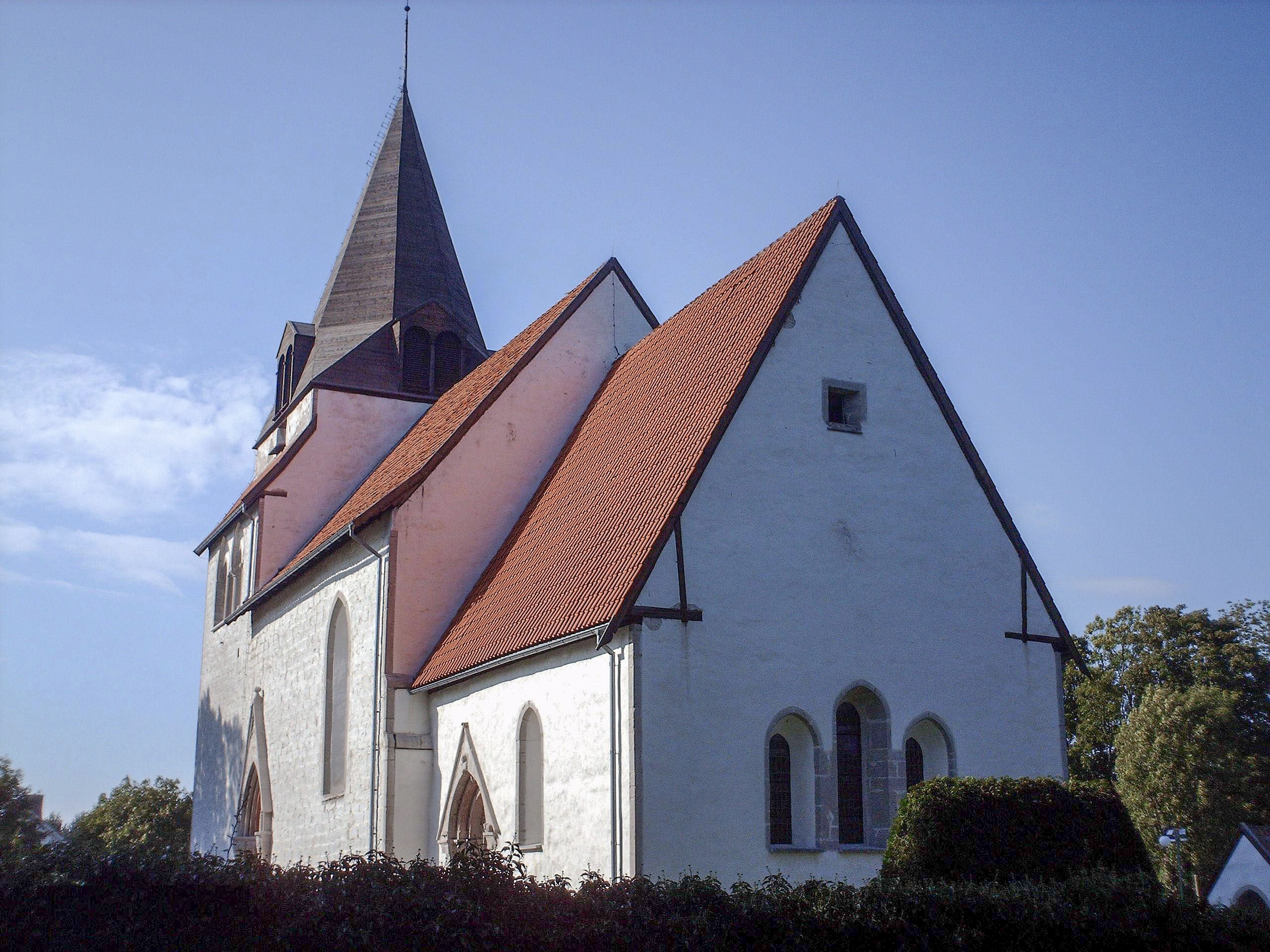
Kirche von Väskinde

Die Kirche von Väskinde ist eine Landkirche, die zur Kirchengemeinde (schwedisch Församling) Väskinde im Bistum Visby gehört. Sie liegt im Ort Väskinde im Landesinnern der schwedischen Insel Gotland, 9,5 km nordöstlich von Visby und 12 km südwestlich von Tingstäde.

## Kirchengebäude
Die Kirche besteht aus einem rechteckigen Langhaus mit einem Kirchturm im Westen und einem schmaleren, gerade abschließenden Chor im Osten. Das Baumaterial ist hauptsächlich Kalkstein. Die Eingänge liegen auf der Nordseite des Turmes und auf der Südseite des Chors und des Langhauses. In der Nordostecke des Langhause finden sich Reste einer früheren Apsiskirche aus dem späten 12. Jahrhundert. In der zweiten Hälfte des 13. Jahrhunderts begann man einen großen Umbau mit der Errichtung des heutigen Chors. Das Langhaus und der Turm kamen ungefähr um 1300 dazu. In der Südmauer des Turms gibt es zwei ausgesparte Räume, die Betkammer mit Hagioskop und die Sakristei. Die Kirche hat weiß verputzte Fassaden. Das Langhaus und der niedrigere Chor sind durch ein steiles Satteldach gedeckt. Der Turm, der höher gewesen sein soll, hat Seitengalerien im Norden und Süden sowie eine kurze achteckige Turmspitze mit Schalllöchern. Das Turmportal ist einfach und undekoriert, während das Chorportal reich mit Skulpturen geschmückt ist. Der einzige Lichteinlass des Langhauses ist ein großes Maßwerkfenster im Süden. Auch die Westmauer des Turms wird von einem spitzbogigen Maßwerkfenster durchbrochen. Der Chor bekommt von einer Gruppe aus drei Fenstern im Osten Licht. Von innen ist das Langhaus durch zwei Kreuzgewölbe gedeckt. Der Chor und der Turmraum haben auch Kreuzgewölbe. Man findet Kalkmalereien aus vier Perioden vor, von der Mitte des 13. Jahrhunderts bis zum Anfang des 16. Jahrhunderts. Die Malereien wurde bei der Restaurierung durch den Architekten Erik Fant 1953 freigelegt.

## Ausstattung

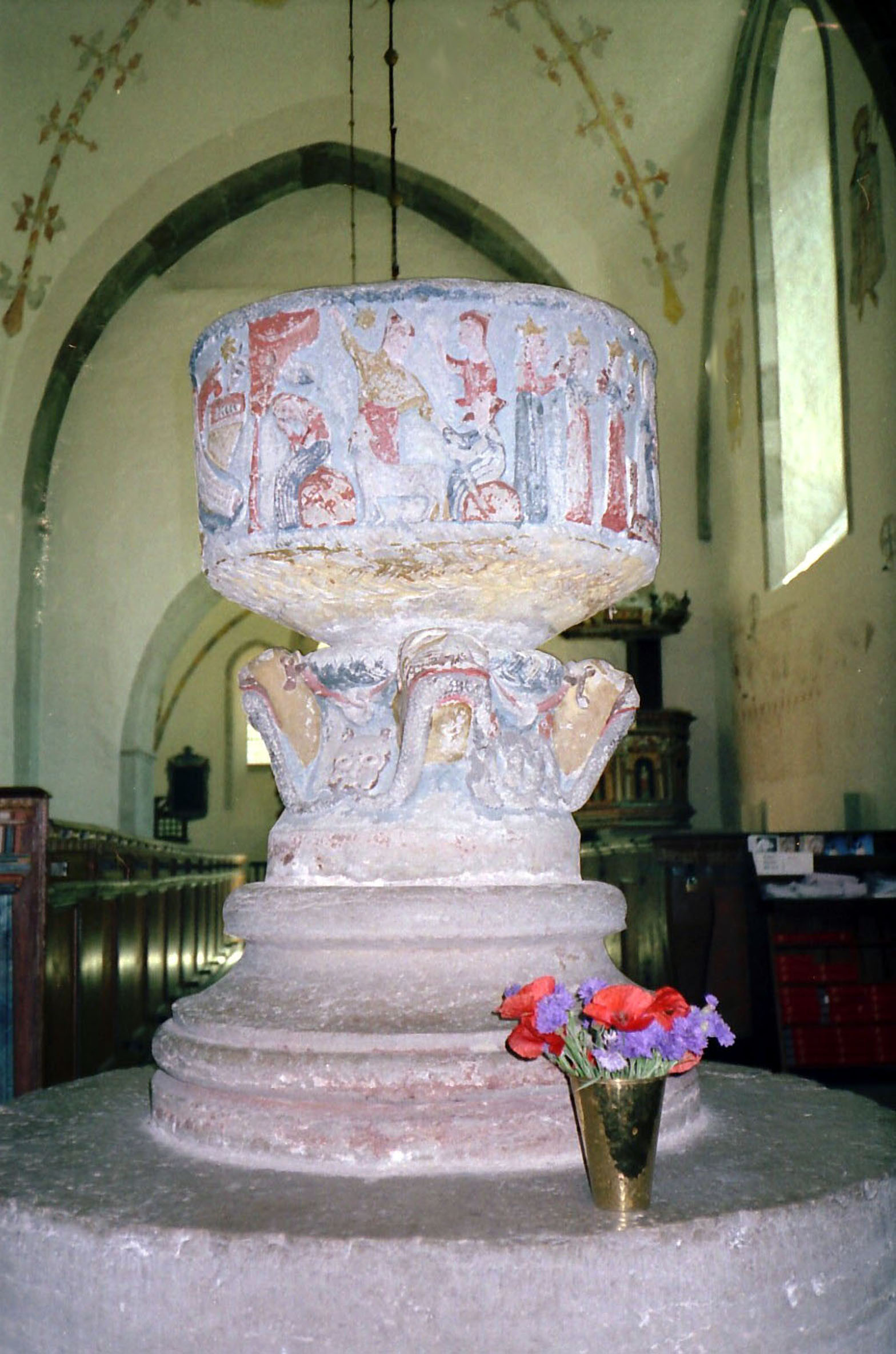
Taufstein des Majestatis

- In der Rückseite der Kirche unter dem Turmbogen steht der Taufstein auf einem Steinpodest. Er wurde vom Steinmetzmeister Majestatis in der Mitte des 12. Jahrhunderts gehauen. Die Reliefe auf dem Taufstein schildern Christus als Herrscher der Welt, aber auch Szenen aus Jesu Kindheit. Die Farben, die sich auf dem Taufstein befinden, wurden im 18. Jahrhundert aufgemalt.
- Das Triumphkreuz ist ungefähr von 1240.
- In der nördlichen Chormauer gibt es ein Sakramentshaus aus dem 13. Jahrhundert. Seine Steinumfassungen haben mit Skulpturen versehene Bilder der heiligen Katharina und des Heiligen Jacobus des Älteren.
- Die heutige Orgel wurde im Jahr 2000 von Walter Thür Orgelbyggeri aus Torshälla gebaut. Die frühere Orgel wurde 1954 von Grönlunds Orgelbyggeri aus Gammelstad gebaut.